# Górniki (Ustronie)
Górniki (niem. Zechenhäuser) – część wsi Ustronie w Polsce, położona w województwie dolnośląskim, w powiecie lwóweckim, w gminie Lwówek Śląski.
W latach 1975–1998 Górniki należał administracyjnie do województwa jeleniogórskiego.

## Historia

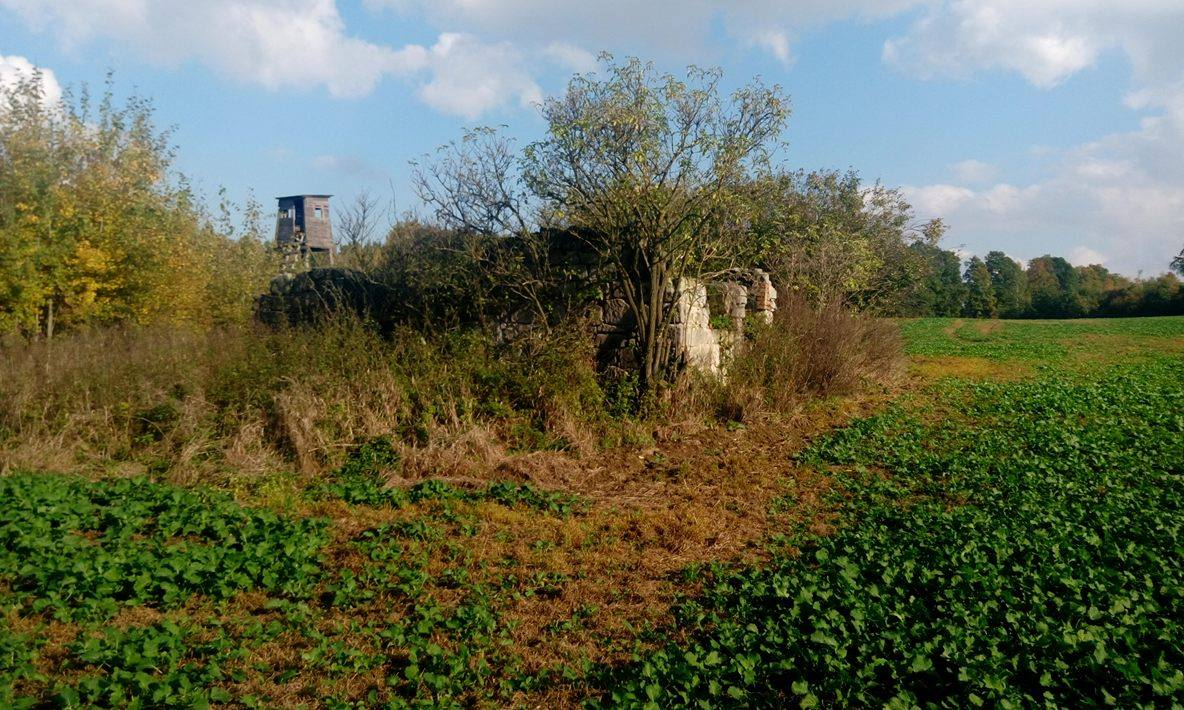
Pozostałości budynków w dawnej kolonii

Już na przełomie XII i XIII wieku na terenach na północ od nieistniejącego jeszcze wówczas Gaszowa rozpoczęto wydobycie złota, które trwało niemal do początków wieku XV. Najprawdopodobniej już wówczas w tym miejscu zaczęły powstawać pierwsze zabudowania, jednak nie przetrwały one do końca średniowiecza.
W XVIII w. właściciel majątku ziemskiego w pobliskiej Skale, Karol Krystian von Redern w miejscu dawnej kopalni złota utworzył dla górników wydobywających węgiel kamienny w okolicznych miejscowościach niewielką kolonię na zachód od Ustronia, nazwaną Zehenhauser (niem. Dom Cechu).
W roku 1813 na teren osady wkroczyły wojska francuskie, które stacjonowały wcześniej w pałacu w Skale. Pijani żołnierze otworzyli ogień do cywili, którzy zostali następnie opatrzeni przez francuskiego lekarza.
Przysiółek liczył wówczas kilkanaście domostw, które przetrwały do lat 40. XX wieku. Wtedy to Śląsk przeszedł we władanie polskiej administracji, a ludność niemiecka została wysiedlona na zachód. Jak wynika z relacji miejscowej ludności, pierwsi polscy osadnicy przybyli do Górników w roku 1946, jednak brak elektryczności, która nigdy nie została tu doprowadzona, rozbudowanej infrastruktury drogowej (do kolonii nie prowadziła utwardzona droga) oraz dalekie położenie od innych miejscowości sprawiły, że już od początku lat 50. przysiółek zaczął się wyludniać. Ostatni mieszkańcy opuścili go najprawdopodobniej w latach 60 XX w.

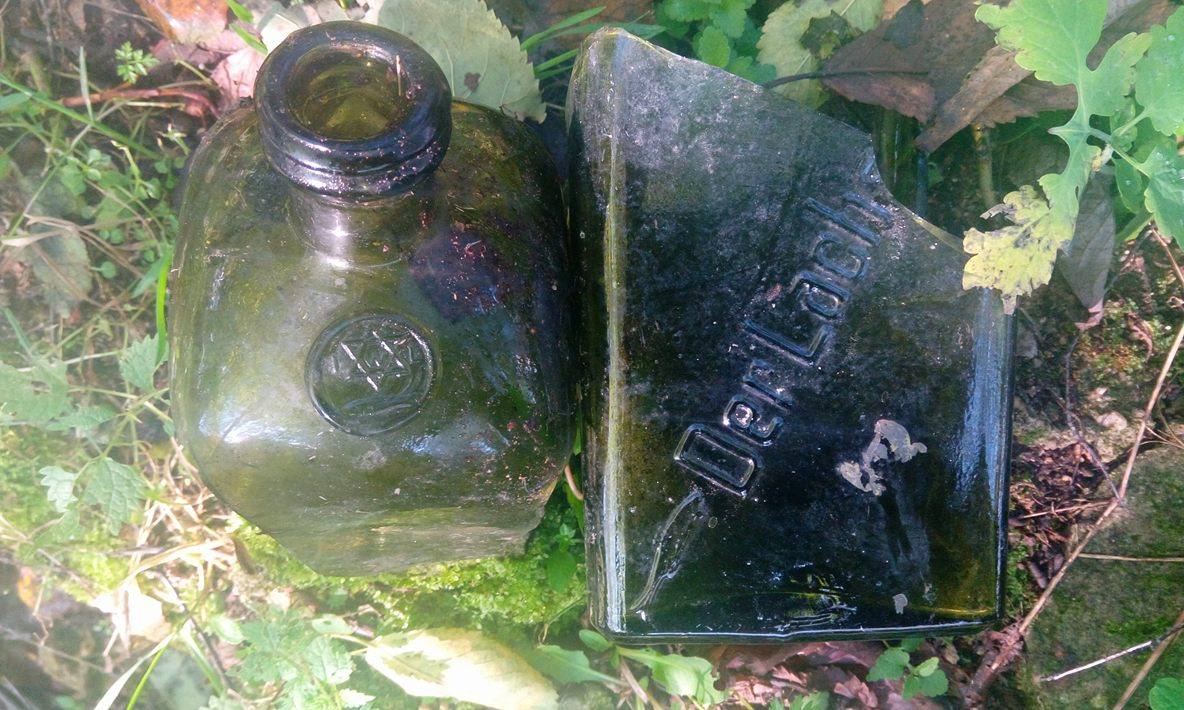
Przedmioty odnalezione w ruinach dawnej kolonii

Obecnie po dawnych gospodarstwach pozostały jedynie fundamenty i niewielkie fragmenty ścian. Tereny dawnego przysiółka są obecnie wykorzystywane rolniczo.